# Kraftwerk Oberaar-Brücke

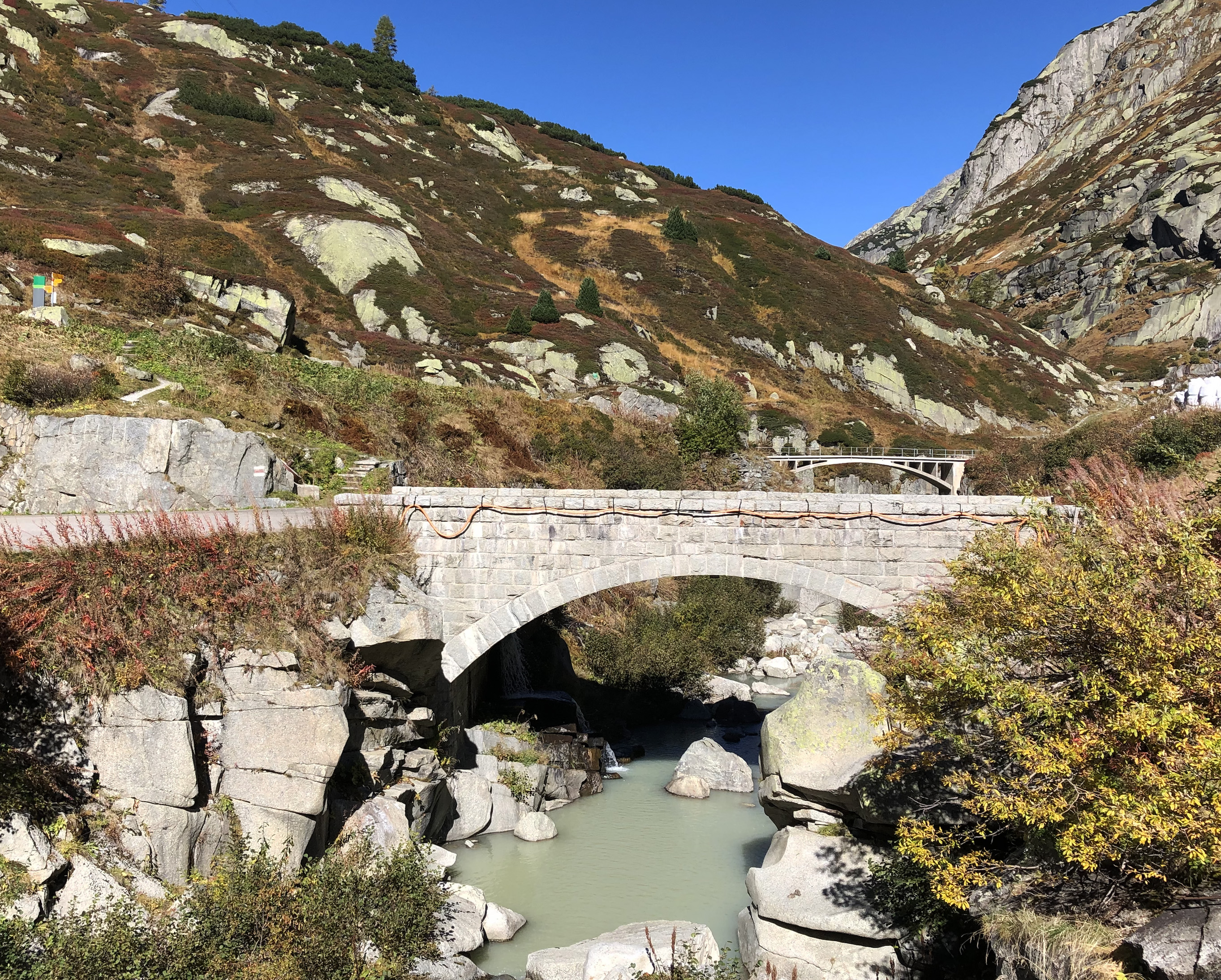
Kraftwerk Oberaar-Brücke, im Hintergrund Artilleriewerk-Brücke

Die Kraftwerk Oberaar-Brücke ist eine private Strassenbrücke der Kraftwerke Oberhasli AG im Berner Oberland. Sie ist die erste Brücke am Lauf der Aare und liegt im Grimselgebiet.

## Lage
Die Kraftwerk Oberaar-Brücke steht am Ausgang der Spittellamm-Schlucht 1,5 Kilometer nördlich des Grimselpasses im Tal «Summerloch». Sie befindet sich am nordöstlichen Eingang in das Naturschutzgebiet Grimsel, das der Kanton Bern 1958 eingerichtet hat, am Rand des Gebiets «Moorlandschaft Grimsel» und in der Region «Berner Hochalpen und Aletsch-Bietschhorn-Gebiet» des Bundesinventars der Landschaften und Naturdenkmäler von nationaler Bedeutung.

## Geschichte
Die Brücke entstand beim Bau des Kraftwerks Oberaar von 1950 bis 1953. Die Kraftwerke Oberhasli bauten mit dieser Anlage das System ihrer Wasserkraftwerke in den Alpen aus und errichteten im Innern des Bergmassivs am Juchlistock neben der 1932 fertiggebauten Spitallamm-Staumauer des Grimselsees die Kavernenzentrale des Kraftwerks Grimsel (heute als Grimsel 1 bezeichnet), um das Wasser aus dem neuen Oberaarstausee zu nutzen. Von der neuen Zentrale Grimsel floss das turbinierte Wasser in den Räterichsbodenstausee auf der nächsttieferen Talstufe und von dort zum Kraftwerk Handeck 2.
Weil für die unterirdische Kraftwerkszentrale im Felskopf Nollen auf der rechten Seite der Aare am Rand des Grimselsees nicht genug Platz vorhanden war, kam die Anlage in den östlichen Vorsprung am Bergmassiv des Juchlistocks links vom Fluss zu liegen. Als Zugang zur Baustelle und zum Maschinensaal wurde von der Strasse zum Grimselpass über das Reststück der älteren Grimselstrasse im Gebiet «Summerloch» eine neue Zufahrtstrasse mit einem Übergang über den Fluss gebaut. Die Brücke liegt 600 Meter unterhalb der Staumauer am Ausgang der Spittellamm-Schlucht auf der Höhe von 1775 m ü. M. Etwa 200 Meter weiter unten mündet die Aare in den Räterichsbodensee. In diesem Flussabschnitt stand bereits seit dem Zweiten Weltkrieg wenig unterhalb der Kraftwerk-Oberaar-Brücke die Artilleriewerk-Brücke, ein Bauwerk der Schweizer Armee. Diese leichte Betonbrücke konnte für den Bau des Kraftwerks Oberaar nicht benützt werden, weil sie zu wenig tragfähig war und wegen ihrer Höhe und Lage für den Kraftwerkbau nicht passte.

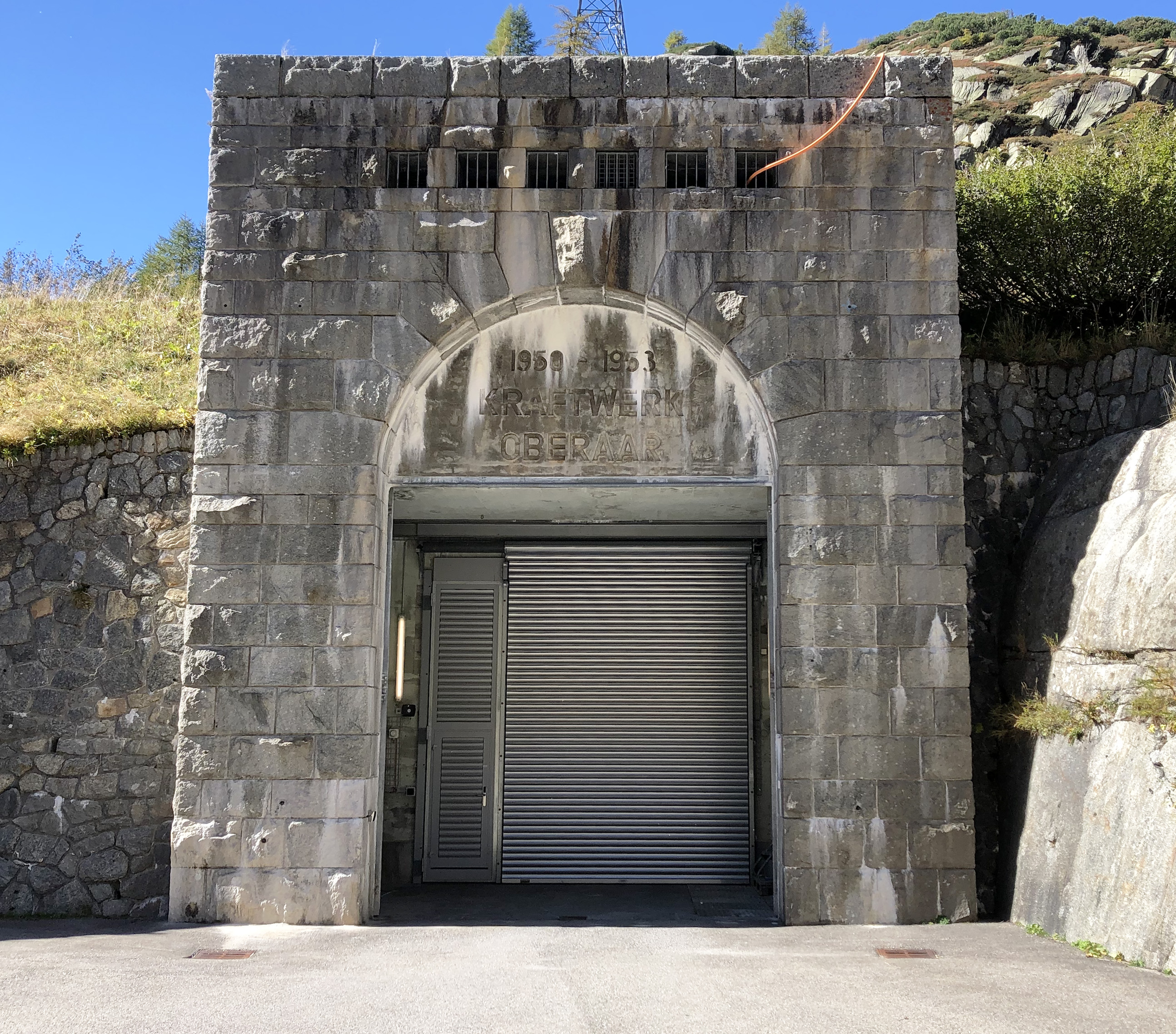
Blick von der Brücke zum «Portal Sommerloch» des unterirdischen Kraftwerks

Die Werkstrasse führt von der Aarebrücke in gerader Richtung zum grossen, aus Quadermauerwerk gebauten Portal vor dem 117 Meter langen Zugangsstollen zum Maschinensaal. Die Bogenbrücke über die Aare hat eine Spannweite von 12,5 Metern. Sie ist, wie es bei den Kraftwerken Oberhasli für Hochbauten üblich war, ebenfalls mit Quadermauerwerk verkleidet.
In den 1970er Jahren erhielt die Kraftwerkzentrale eine zweite Maschinengruppe, mit welcher zusätzlich zum Wasser aus dem Oberaarsee auch solches aus dem nahen Grimselsee genutzt werden kann. Für die Materialtransporte zum Kraftwerk wird die Aarebrücke regelmässig benützt.
Ausserdem dient die Brücke dem Zugang von Personen zum Wanderweg dem Grimselsee entlang zur Lauteraarhütte des SAC. In der Nähe der Brücke liegt die Talstation der Hospizbahn, einer ehemals nur für Werksangehörige zugänglichen, heute öffentlichen Luftseilbahn, die zum Hotel und zum Parkplatz auf dem Nollen hinaufführt. Die Anlage ist ein Teil des Technik- und Tourismusareals «Grimselwelt». Über die Brücke verläuft auch der Wanderweg von Wanderland-Route 40 Via Sbrinz (Etappe 4 Guttannen–Obergesteln) von Innertkirchen zum Grimselpass. Nördlich der Brücke folgt diese Route ein kurzes Stück dem historischen Saumpfad, dessen weiterer Verlauf im Räterichsbodensee versunken ist. Südlich der Brücke steigt der Weg zur Seeufereggmauer östlich des Grimselsees hinauf. Bis im 19. Jahrhundert führte der alte, heute noch stellenweise sichtbare Pfad links der Aare in die Schlucht «Spittellamm» und über eine Brücke zum alten Hospiz. Dieser Weg wurde im 19. Jahrhundert von der besser ausgebauten Grimselstrasse abgelöst, die auf der rechten Flussseite die Schlucht passierte und in diesem Gebiet keine Brücke über die Aare mehr benötigte. Mit dem Bau der Spitallammmauer wurde diese Strasse unterbrochen und durch die neue Grimselstrasse ersetzt.